# M1 (Pennsylvania Railroad)
M1 — паровоз типа 2-4-1 (в американской системе записи 4-8-2 «Mountain») строившийся в США по заказу железнодорожной компании Pennsylvania Railroad на заводах Lima Locomotive Works, Altoona Works и Baldwin Locomotive Works.
Опытный паровоз построен в 1923 году, серийный выпуск паровозов начат в 1926 году. Всего выпущен 301 локомотив. Ширина колеи 1435 мм.
Паровозы Пенсильванской железной дороги типа M1 были предназначены для тяжёлого горного профиля. Движущими на этих паровозах являлись четыре колёсные пары. Две колёсные пары, расположенные под довольно большой топкой паровоза, уменьшали осевую нагрузку от тяжёлого паровоза.
Несмотря на то, что производились паровозы и пассажирского, и грузового движения, в основном паровозы использовались в грузовом движении с ускоренными грузовыми поездами.
Многие машинисты Пенсильванской дороги считали этот паровоз лучшим среди тех, которые им встречались.
Первый паровоз был построен на заводе PRR в городе Алтуна. После трёх лет интенсивных испытаний в поездной работе и статических испытаний были получены положительные результаты. Руководство компании приняло решение заказать ещё 200 паровозов этой серии по своим чертежам на заводах Baldwin Locomotive Works (1975 ед.) и Lima Locomotive Works (25 ед.). При поступлении на дорогу эти локомотивы получили номера с 6800 до 6999.
В 1930 году дорога заказала ещё 100 локомотивов этой серии. На этот раз локомотивы получили несколько изменений в конструкции, поэтому и в названии появился индекс a (PRR M1a). На паровозы был установлен подогреватель питающей воды. Вместо одного паровоздушного насоса было установлено два. Увеличилась вместительность тендеров.
Поскольку паровозы PRR M1a были предназначены для работы и с пассажирскими и с грузовыми поездами, они были декорированы накладками в виде золотистых листьев на будке машиниста и тендере. Однако по своим характеристикам они больше подходили для грузовой работы, к тому же Пенсильванская железная дорога электрифицировалось и высвобождалось большое количество паровозов PRR K4s.
Как и на многих паровозах PRR, на M1 и M1a использовалась топка Бельпера с плоским потолком. Расширенная камера топки давала возможность полного сгорания горючих газов. Котёл паровоза был рассчитан на давление 17,6 атм (1,72 МПа). Впоследствии на 38 паровозах котловое давление было увеличено до 19 атм (1,86 МПа).
Отличительным признаком паровоза, по которому его можно было отличить от других, был большой воздушный резервуар установленный над метельником.
Тендер эксплуатировавшийся с этим паровозом оснащены ковшом, с помощью которого он мог набирать воду из водяного жёлоба на ходу.
При дизелизации  (англ. Dieselisation) железных дорог паровозы PRR M1 всё ещё оставались в работе. Уступая тепловозам в скорости, они выигрывали в мощности и водили тяжёлые грузовые поезда. Многие паровозы эксплуатировались вплоть до середины 1957 года, когда PRR окончательно вывела из эксплуатации все паровозы.
Один паровоз, носящий номер 6755, сохранён для исторической коллекции PRR в музее города Нортумберленд.